# Моранди
„Моранди“ (Morandi) е музикално поп дуо от Букурещ, Румъния, състоящо се от композитора Мариус Мога и певеца Андрей Ропча (Ранди). Името на групата е съставено от първите 2 букви Мо от фамилното име на Мога и псевдонима Ранди на Ропча.

## Постижения
Освен че постигат изключителен успех в родната си страна, няколко песни на групата успяват да пробият и другаде, най-вече на Балканите и в романоезичните страни. Големият пробив на дуото се оказва сингълът „Beijo“, който влиза в европейски класации, сред които MTV Europe и World Chart Express, през лятото на 2005 г. Още същата година дуото е номинирано за „Най-добър румънски музикален проект“ на европейските награди на MTV, но губи от рок/хевиметъл групата Voltaj. През 2006 г. отново е номинирано в същата класация, но пак не печели.
На годишните награди на MTV Румъния през 2006 г. „Моранди“ печели 2 от най-престижните награди: Най-добра песен за „Beijo“ и Най-добър видеоклип за „Falling Asleep“. Дебютният му албум „Reverse“ успява да се продаде във впечатляващите за румънския музикален пазар 2 милиона броя. През 2008 г. групата печели в категорията „Най-добър румънски музикален проект“ на Европейските награди на MTV.

## Дискография

### Албуми
- „Reverse“ (2005)
- „Mind Fields“ (2006)
- „N3XT“ (2007)
- „Zebra“ (2009)

### Сингли
- Love Me (2005) #3 в Румънския топ 100
- Beijo (песен на португалски, 2005) #1 в Румънския топ 100
- Falling Asleep (2006) – музикален клип #1 в Румънския топ 100
- A La Lujeba (2006) #1 в Румънския топ 100
- Oh La La (английскоезична версия на Beijo, 2006)
- Afrika (2007) – музикален клип #1 в Румънския топ 100
- Angels (2007) #1 музикален клип #1 в Румънския топ 100, #1 в Руския топ 100, #3 в Българския топ 40, #2 в украинска радио класация
- Save Me (Feat Helena, 2008)
- Colors (2009)
- Hiding from the sun (2010)
- Rock The World (2010)
- Shaka Muv с участието на Morandi – Save, Save (2011)
- Midnight train (2011) – Morandi
- Everytime we touch (2013) – Morandi
- Kalinka – (2018) – Morandi